# جوزف سینار
جوزف سینار (انگلیسی: Josef Çınar؛ زادهٔ ۲۲ ژانویهٔ ۱۹۸۴) بازیکن فوتبال اهل ترکیه است.
از باشگاه‌هایی که در آن بازی کرده است می‌توان به باشگاه ورزشی غازی عینتاب اف.کی، باشگاه فوتبال کمنیتس، و باشگاه ورزشی کایسری ارجیسپور اشاره کرد.